# Josip Primožič
Josip «Jože» Primožič (7 de febrero de 1900 — 18 de agosto de 1985) fue un gimnasta yugoslavo y medallista olímpico. Formó parte de la delegación yugoslava en los Juegos Olímpicos de París 1924, donde su mejor desempeño fue en la competición por equipos, logrando un cuarto lugar para Yugoslavia. En los juegos siguientes, Ámsterdam 1928, Josip Primožič ganó una medalla de bronce en la modalidad equipo masculino, y una de plata en barras paralelas. Otros buenos desempeños incluyen un cuarto lugar en potro con anillas, un sexto puesto en barra horizontal y un quinto en competición individual. Sin participación en Los Ángeles 1932, Josip volvió para los Juegos Olímpicos de Berlín 1936, logrando como mejor resultado un sexto puesto en competición por equipos. 